# Rozgrywka (pétanque)
Rozgrywka – element gry w pétanque występujący po wylosowaniu drużyny rozpoczynającej grę oraz po zakończeniu każdej rozgrywki poprzedniej. Ostatnią rozgrywką w grze jest ta, podczas której zaistniała co najmniej jedna z poniższych sytuacji:
- jedna z drużyn zdobyła 13 punktów (15 w Mistrzostwach świata w pétanque);
- sędzia zawodów ogłosił koniec rundy (koniec czasu na grę).

Wyjątkiem w drugiej sytuacji jest tzw. dodatkowy rzut koszonem, dodatkowy rzut świnką lub po prostu dodatkowy rzut. Może być ogłaszany przez organizatorów przed rozpoczęciem zawodów w ramach regulaminu zawodów.
W niektórych grach po zakończonym czasie lub po dodatkowym rzucie, żadna z drużyn nie zdobywa maksymalnej liczby punktów, a także brak jest przewagi punktowej jednej ze stron. W takiej sytuacji gra może i powinna być kontynuowana o kolejne rozgrywki do czasu wyłonienia zwycięzcy.
W rozgrywce zawodnicy starają się zazwyczaj zdobyć jak najwięcej punktów poprzez pozostawienie jak największej liczby bul własnych w bliskości celu - bliżej od kul przeciwnika. 
Istnieją trzy sytuacje, które umożliwiają podsumowanie rozgrywki i ustalenie jej wyniku:
- obie strony zagrały już wszystkimi bulami;
- jedna ze stron rezygnuje z wykonywania kolejnych rzutów (ma taką możliwość jedynie wtedy, gdy przeciwnicy nie posiadają już bul na ręku);
- cel znalazł się poza obszarem gry (nie ma znaczenia czy został wybity celowo czy przypadkowo).

Rozgrywka kończy się dopiero w momencie ustalenia jej wyniku przez obie grające strony.